# لو کوئی هوآ
لو کوئی هوآ (انگلیسی: Lu Kuei-hua؛ زادهٔ تاریخ ورودی نامعتبر است) بازیکن فوتبال، و سرمربی (فوتبال) اهل چین است.